# Tirimoso
Tirimoso ist eine osttimoresische Aldeia im Suco Guenu Lai (Verwaltungsamt Cailaco, Gemeinde Bobonaro). 2015 lebten in der Aldeia 106 Menschen.

## Geographie
Tirimoso bildet eine Exklave des Sucos Guenu Lai im Norden von Cailaco. Sie ist umgeben vom Suco Purugua. Im Nordosten, wo der Marobo die Grenze bildet, liegt gegenüber am anderen Ufer das Verwaltungsamt Hatulia, mit seinen Sucos Aculau und Ailelo.
Der Westteil des Dorfes Bilimau befindet sich in der Aldeia Tirimoso, während der Ostteil zu Purugua gehört. In Tirimoso liegt ein Hospital.

## Politik
2023 wurde Cesaltino Bere Meta zum Chefe de Aldeia gewählt.